# 利市仙官

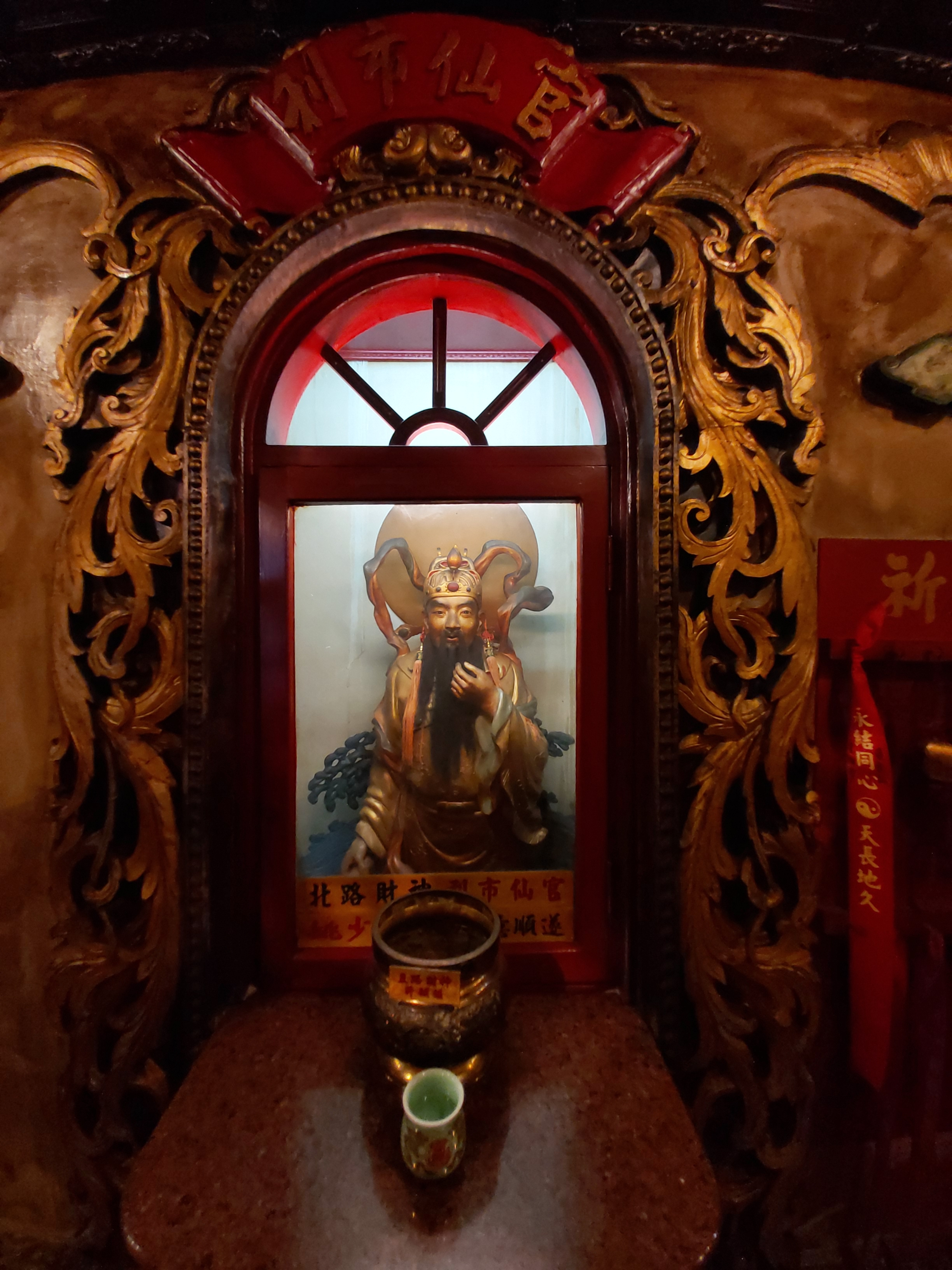
台中南天宮財神洞的利市仙官神像

利市仙官是中国民间信仰的一个神祗。常作为财神的副手形象出现，也有单独作为财神供奉。其妻子称为利市婆官。

## 演变
“利市”一词出自《周易·说卦上》：“为近利，市三倍”。“利市三倍”后成为商业上的吉利语，用“利市”代称钱财，特别是赠给别人的钱财，例如新年的压岁钱或红包:28-29。
宋元时期就有在新年互赠利市的风俗，这种交换关系逐渐神格化，形成了利市仙官这一神祗形象。明朝《封神演义》故事流传后，民间将赵公明手下的利市仙官姚少司与此前的利市仙官形象合而为一。:29-30
利市仙官又进一步被人格化，有了妻子，称为利市婆官，这可能又演变成了财神奶奶这一形象:29。

## 习俗
利市仙官是中国年画中常见的一个题材:30。中国北方春节有在门上贴利市仙官画像的习俗。
中国南方一些地区有“拜利市”的习俗，但并不是祀奉利市仙官，而是金元六、金元七总管等财神:30。